# Chroicoptera longa
Chroicoptera longa är en bönsyrseart som beskrevs av Giglio-tos 1915. Chroicoptera longa ingår i släktet Chroicoptera och familjen Mantidae. Inga underarter finns listade i Catalogue of Life.